# La Voz de Valladolid
La Voz de Valladolid fue la segunda emisora de radio pionera en Valladolid, después de E.A.J. 47 Radio Valladolid.
Nació el 24 de agosto de 1936 como Radio F.E. número 1, íntimamente ligada al golpe de Estado del 18 de julio de 1936. Sus primeras instalaciones ocuparon el mirador del edificio "Soler" en la Plaza Mayor. 
La antigua Radio Cadena, recibió un gran impulso en 1953, cuando el Delegado de Cultura Popular Antolín de Santiago y Juárez toma sus riendas, decide adoptar un talante más comercial y profesional y recluta a gente joven: Rafael Andreu de la Cruz, el dibujante Máximo, Alfonso Guillén, Gregorio Cubero, Bernardino Barrientos, Miguel Montalvo, Félix González Ferrández, Fernando Matía, Juan Pascual, Jesús Cerezo Yuste, Félix Rivera, Raimundo Pérez, Maruja Cerezo, Antonio Olivares y María Teresa Íñigo de Toro entre otros.
En 1953 cambió su denominación por La Voz de Valladolid al integrarse en la Red de Emisoras del Movimiento (R.E.M.). En 1955, sus estudios se trasladaron a la segunda planta del Teatro Calderón, donde permaneció  como La Voz de Valladolid  y posteriormente su inclusión, en los años 80, en Radiocadena Española hasta su rehabilitación en 1992 ya como Radio Nacional de España. La Voz de Valladolid, que se hizo famosa a golpe de concursos (infantiles, culturales, musicales, navideños...), contó con locutores y colaboradores como Luís Fernández Madrid, Carmen Isabel Santamaría, Santiago López y los informativos de Félix Rodríguez de la Fuente, Emilio Laguna, José Luís Pérez Tristán y Jósé Gabriel de Pablos. Su plantilla llegó a superar el medio centenar de periodistas y técnicos.
En 1961, María Teresa Íñigo de Toro tomó las riendas de La Voz de Valladolid. En 1968 aparecen programas tan famosos como El trofeo La Voz de Valladolid, Campo a través, El Torneo de la Amabilidad (donde los oyentes daban datos de alguien especialmente amable al que luego se le entregaba un emblema de solapa y un pergamino acreditativo de su cortesía), Los Mayores (homenaje de ancianos), Premio a los mejores de la ciudad, La semana de los enamorados, Corazón de Castilla (José Delfín Val) o Festival de la canción de la paz (Félix Rivera). Cuando en 1973 Germán Losada fue nombrado director de La Voz de Valladolid, esta ya era todo un éxito en la ciudad.

## Red de Emisoras del Movimiento (REM)
La Red de Emisoras del Movimiento (R.E.M.) fue una cadena de radiodifusión española, de titularidad pública, dependiente de la Secretaría General del Movimiento.
Originariamente, esta agrupaba a las emisoras que habían ido surgiendo en el caótico panorama de las ondas radiofónicas españolas en los años cuarenta y cincuenta con la implantación de emisoras de onda corta, dependientes de la FET y de las JONS, y que tras la reordenación del sector con la creación de la Cadena Azul de Radiodifusión (C.A.R.) en 1958, que agrupaba las Emisoras Escuelas, y la Cadena de Emisoras Sindicales (C.E.S.) pertenecientes al Confederación Nacional de Sindicatos, fueron disminuyendo hasta la reordenación definitiva del sector con la entrada en vigor del Plan Transitorio de Ondas Medias de 1964.
A partir de esa fecha, la Red de Emisoras del Movimiento (R.E.M.), cuya emisora de cabecera era La Voz de Madrid, constaba de dieciséis emisoras provinciales de potencia mediana (no superior a 5 kW, a excepción de La Voz de Madrid), de ámbito provincial, localizándose en las capitales provinciales, con programación eminentemente local y predominantemente musical.
El contenido informativo de las emisoras era mínimo, ya que en aquella época era obligatoria la conexión a la programación nacional de Radio Nacional de España (R.N.E.), limitándose a una información local muy descafeinada.
Cabe destacar la creación, por parte de la Red de Emisoras del Movimiento (R.E.M.), del Festival de Benidorm en colaboración del Ayuntamiento de la ciudad, cuya primera edición se celebró en 1959.

## Radiocadena Española (RCE)
El 4 de diciembre de 1978 se publicó un decreto del Ministerio de Cultura por el que se ordenaba la incorporación de las emisoras Voz de... agrupadas en la Red de Emisoras del Movimiento (R.E.M.) al Ente Público RTVE dando origen a Radiocadena Española (R.C.E.) en 1979, pasando a emitir en Valladolid del 94.70 MHz al 97.30 MHz de la Frecuencia Modulada. 

## Radio Nacional de España (RNE)
En la actualidad, son 16 los profesionales de Radio Nacional de España en Valladolid que acercan cada día la actualidad de la ciudad, su provincia y la comunidad autónoma con hasta dos horas diarias de informativos distribuidos desde las 7.25h hasta las 20h, a través de las emisoras de Radio Nacional (97.30 MHz FM, 729 kHz OM) y Radio 5 (95.10 MHz FM, 936 kHz OM), desde sus instalaciones del Paseo Hospital Militar, n.º 27-29.

## Frecuencias de la Red de Emisoras del Movimiento
- FE-01 -- La Voz de Valladolid
- FE-02 -- Radio Teruel
- FE-03 -- La Voz de la Falange (Madrid)
- FE-04 -- La Voz de Palencia (Radio Palencia)
- FE-05 -- La Voz de León
- FE-06 -- La Voz de Extremadura (Radio Cáceres)
- FE-07 -- Radio Denia
- FE-08 -- La Voz de Alicante
- FE-09 -- La Voz del Panadés (Villafranca del Panadés)
- FE-10 -- La Voz de Alava (Vitoria)
- FE-11 -- Radio Utiel
- FE-12 -- Radio Monovar
- FE-13 -- Radio Sagunto (La Voz de Sagunto)
- FE-14 -- La Voz de Madrid
- FE-15 -- La Voz del Ferrol (Ferrol)
- FE-16 -- La Voz de Cerdana (Puigcerdá)
- FE-17 -- La Voz de Levante (Valencia)
- FE-18 -- La Voz de la Ribera Valenciana (Radio Játiva)
- FE-19 -- La Voz de Castellón
- FE-20 -- Radio Ripoll
- FE-21 -- Radio Cazorla
- FE-22 -- La Voz del Principado de Asturias (Radio Oviedo)
- FE-23 -- La Voz de Guipúzcoa (San Sebastián)
- FE-24 -- Radio Orihuela (La Voz de Orihuela)
- FE-25 -- Radio Cantabria (Santander)
- FE-26 -- Radio Luarca
- FE-27 -- Radio Maresma de Mataró (Mataró)
- FE-28 -- Radio Tortosa
- FE-29 -- Radio Tudela
- FE-31 -- La Voz de Vigo
- FE-32 -- Radio Ávila
- FE-33 -- La Voz de Mediterráneo (Radio Tarragona)
- FE-34 -- Radio Atlántico (Las Palmas)
- FE-35 -- La Voz de Urgel y Segarra (Tarrega)
- FE-38 -- Radio Badajoz
- FE-39 -- Radio Berga
- FE-40 -- La Voz de la Costa Brava (Palamos)
- FE-41 -- Radio Olot
- FE-42 -- Radio Sueca
- FE-43 -- Radio Requena (La Voz de Requena)
- FE-44 -- Radio Picasent
- FE-45 -- La Voz de Granada
- FE-46 -- Radio Guadasuar
- FE-47 -- Radio Cullera
- FE-48 -- Radio Carlet
- FE-49 -- Radio Chelva
- FE-50 -- La Voz de Cataluña (Barcelona-Hospitalet de Llobregat)
- FE-51 -- Radio Mora de Ebro
- FE-52 -- Radio Vendrell
- FE-53 -- Radio Roda de Ter
- FE-54 -- Radio Cardona
- FE-55 -- La Voz de Ausona (Vich)
- FE-56 -- Radio Blanes
- FE-57 -- La Voz de Navarra (Pamplona)
- FE-58 -- La Voz de Andalucía (Córdoba)
- FE-59 -- Radio Manises
- FE-60 -- Radio Vélez Rubio
- FE-61 -- Radio Adra
- FE-62 -- La Voz de Burriana (Radio Berja)

- Datos: Q5965582